# Гуще, чем кровь
«Гуще, чем кровь» (англ. Thicker than blood) — фильм 1998 года, главные роли в котором исполнили Микки Рурк, Дэн Футтерман и Карло Элбан. Фильм снят по пьесе Билла Кейна о проблемах переходного возраста и отношении взрослых к подрастающему поколению.

## Сюжет
Учитель Гриффин Бёрн (Дэн Футтерман) получает новое место работы в католической школе в самом неблагополучном районе города. Фильм повествует о тяжёлой жизни в бедных американскаих кварталах, населённых преимущественно латиноамериканцами.
Гриффин приходит работать в школу при церкви для трудных подростков, надеясь поменять жизнь этих детей в лучшую сторону. Главная проблема на пути к реализации его идей — наученный горьким опытом директор школы (Микки Рурк).
Фильм на протяжении всего времени держит зрителя в напряжении о судьбе подростка, которого берёт под свою опеку молодой учитель.
Учить детей в местах, где правит насилие — невероятно опасная задача. Однако Гриффин не сдается прибегает к особым и совершенно необычным методам преподавания, которые предельно возмущают директора школы, и приводят, в итоге, к самому трагическому уроку в жизни учителя.